# Plasma rico em plaquetas

O plasma rico em plaquetas (PRP), também conhecido como plasma condicionado autólogo, é um concentrado de proteína plasmática rica em plaquetas derivado do sangue total, centrifugado para remover os glóbulos vermelhos. Embora promovido para tratar uma série de problemas médicos, as evidências de benefícios são misturadas a partir de 2020, com algumas evidências para o uso em certas condições e contra o uso em outras condições. O custo por injeção era, geralmente, de US$ 500 a US$ 2.000 em 2019.

## Uso médico
As evidências do benefício do plasma rico em plaquetas (PRP) são misturadas, com algumas evidências para o uso em certas condições e contra o uso em outras condições. Seu uso foi investigado para tendinite crônica, osteoartrite, em cirurgia oral e em cirurgia plástica.
Embora uma revisão mais antiga tenha considerado que pode ser útil, uma revisão de 2019 concluiu que não é útil na ruptura do manguito rotador. Evidências provisórias apóiam seu uso na osteoartrite (OA) do joelho. Uma metanálise de 2019 descobriu que, na osteoartrite (OA) do joelho, o plasma rico em plaquetas (PRP) pode ser mais eficaz na redução da dor e na melhora da função do que o ácido hialurônico.
Uma revisão de 2009 encontrou poucos ensaios clínicos randomizados que avaliaram adequadamente a segurança e a eficácia dos tratamentos com plasma rico em plaquetas (PRP) e concluiu que o plasma rico em plaquetas (PRP) era "uma opção de tratamento promissora, mas não comprovada, para lesões nas articulações, tendões, ligamentos e músculos". Em comparação com outros tratamentos conservadores para doenças ortopédicas não cirúrgicas (injeção de esteroides para fascite plantar, por exemplo), as evidências não apóiam o uso do plasma rico em plaquetas (PRP) como tratamento conservador. Uma revisão de 2018 descobriu que faltavam evidências para tendinopatia de Aquiles. Uma meta análise de 2019 descobriu que, para a maioria dos desfechos na tendinopatia de Aquiles, o tratamento com plasma rico em plaquetas (PRP) não diferiu do tratamento com placebo.
Uma revisão de 2010, da Cochrane, sobre o seu uso em elevadores de seio nasal durante a colocação de implantes dentários não encontrou evidências de benefício. Uma revisão de 2013 afirmou que mais evidências eram necessárias para determinar sua eficácia para o crescimento do cabelo.
Uma revisão de 2014, da Cochrane, do plasma rico em plaquetas (PRP) em lesões musculoesqueléticas encontrou evidências muito fracas para uma diminuição da dor em curto prazo e nenhuma diferença na função em curto, médio ou longo prazo. Houve evidências fracas que sugeriram que os danos ocorreram em taxas comparáveis e baixas em pessoas tratadas e não tratadas. Da mesma forma, outra revisão de 2017 para o tratamento da dor em locais doadores de enxerto de pele descobriu que as evidências de benefício eram fracas.
Não se mostrou útil para a consolidação óssea. Uma revisão, de 2016, do uso do plasma rico em plaquetas (PRP) para aumentar o enxerto ósseo encontrou apenas um estudo relatando uma diferença no aumento ósseo, enquanto quatro estudos não encontraram nenhuma diferença.
Além do uso na prática clínica, o plasma rico em plaquetas (PRP) tem sido utilizado para várias aplicações de engenharia de tecidos no contexto de reparação de ossos, cartilagens, pele e tecidos moles. Foi revisado para servir como uma fonte para a "entrega de fatores de crescimento e/ou células dentro de construções de engenharia de tecidos, frequentemente em combinação com biomateriais".
Um grupo de pesquisa de 2021 estudou os efeitos do tratamento adjuvante com plasma rico em plaquetas (PRP) em um pequeno grupo de pacientes graves com COVID-19. O ensaio clínico de fase II concluiu que a terapia era segura e promissora.

## Efeitos adversos
Os efeitos adversos foram pouco estudados. A única revisão sistemática da literatura não relatou os tipos e o número de eventos adversos. Em 2019, a Health Canada declarou que a maioria das terapias celulares autólogas têm poucas evidências de que funcionam e podem representar riscos, como contaminação cruzada entre pessoas se o equipamento não for esterilizado adequadamente ou reações imunológicas potencialmente perigosas. A Health Canada impediu que as clínicas canadenses oferecessem esses tipos de serviços com um modelo doador paciente. A Health Canada posteriormente esclareceu que os tratamentos de plasma rico em plaquetas (PRP) colhidos e devolvidos à mesma pessoa (em um único procedimento) não foram cobertos por sua orientação inicial, visto que o procedimento se enquadra nos órgãos reguladores dos profissionais de saúde (em vez da Health Canada).

## Composição

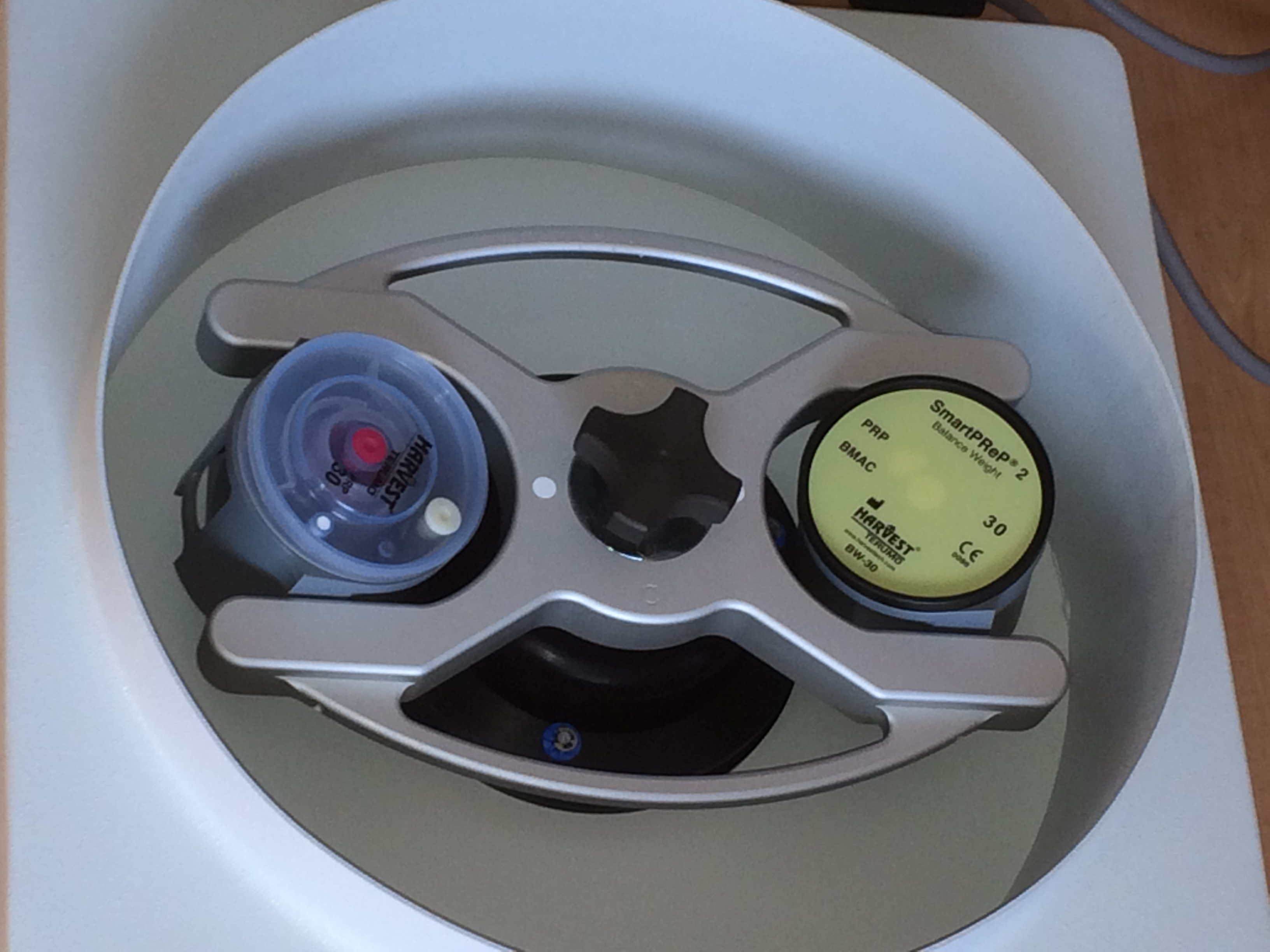
Sangue total colocado na centrífuga antes da centrifugação em dois estágios

Existem quatro categorias gerais de preparação de plasma rico em plaquetas (PRP) com base em seu conteúdo de leucócitos e de fibrina: PRP rico em leucócitos (L-PRP), PRP reduzido em leucócitos (P-PRP; PRP reduzido em leucócitos ou puro), fibrina rica em plaquetas de leucócitos e fibrina pura rica em plaquetas.
A eficácia de certos fatores de crescimento na cura de várias lesões e as concentrações desses fatores de crescimento encontradas no plasma rico em plaquetas (PRP) são a base teórica para o uso do plasma rico em plaquetas (PRP) no reparo de tecidos. As plaquetas coletadas no plasma rico em plaquetas (PRP) são ativadas pela adição de trombina e cloreto de cálcio, o que induz a liberação dos referidos fatores a partir dos grânulos alfa. Os fatores de crescimento e outras citocinas presentes no plasma rico emplaquetas (PRP) incluem:
- fator de crescimento derivado de plaquetas
- fator transformador de crescimento beta
- fator de crescimento de fibroblasto
- fator de crescimento semelhante à insulina 1
- fator de crescimento semelhante à insulina 2
- fator de crescimento endotelial vascular A
- fator de crescimento endotelial vascular C
- fator de crescimento epidérmico
- Interleucina 8
- fator de crescimento de queratinócitos
- fator de crescimento do tecido conjuntivo

## Manufatura
O plasma rico em plaquetas(PRP) é preparado retirando sangue da pessoa e, em seguida, o submetendo a dois estágios de centrifugação destinados a separar o plasma rico em plaquetas (PRP) do plasma pobre em plaquetas e dos glóbulos vermelhos. Isso geralmente é feito pela clínica que oferece o tratamento, usando kits e equipamentos disponíveis no mercado. A substância resultante varia de pessoa para pessoa e de instalação para instalação, tornando difícil entender o quão seguro e eficaz é qualquer uso específico.

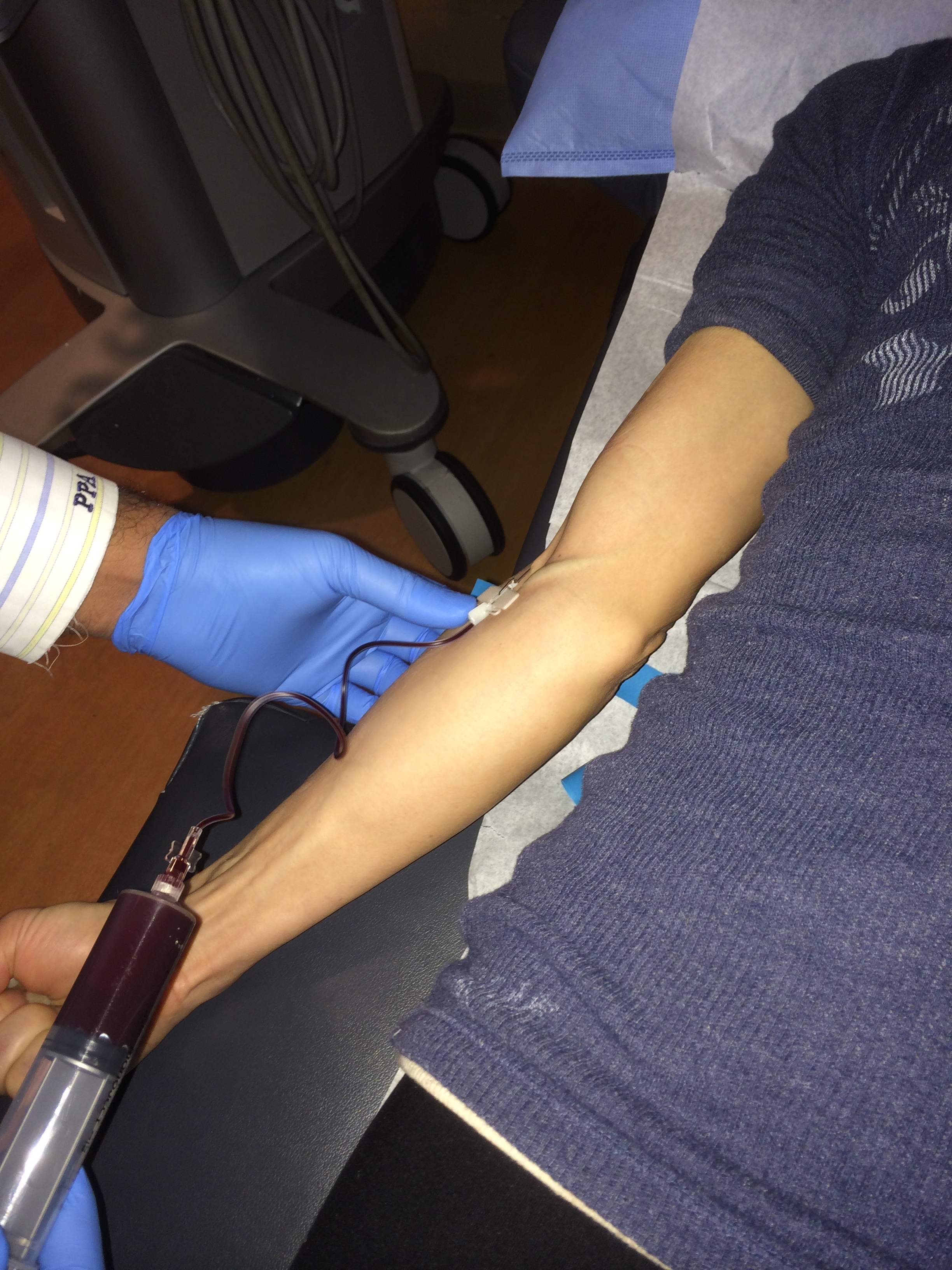
Sangue retirado do paciente
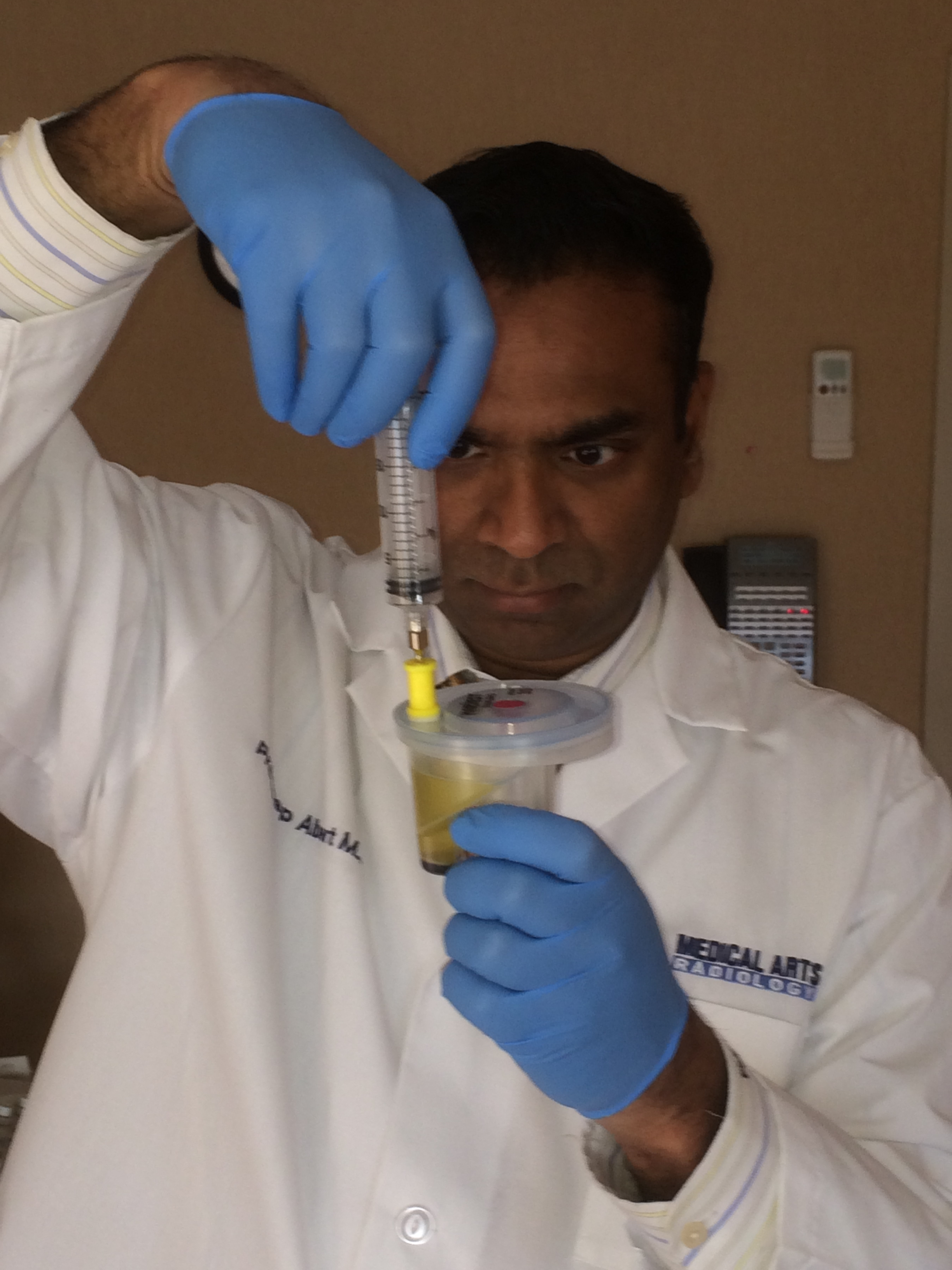
Remoção do plasma rico em plaquetas (PRP) após dupla centrifugação
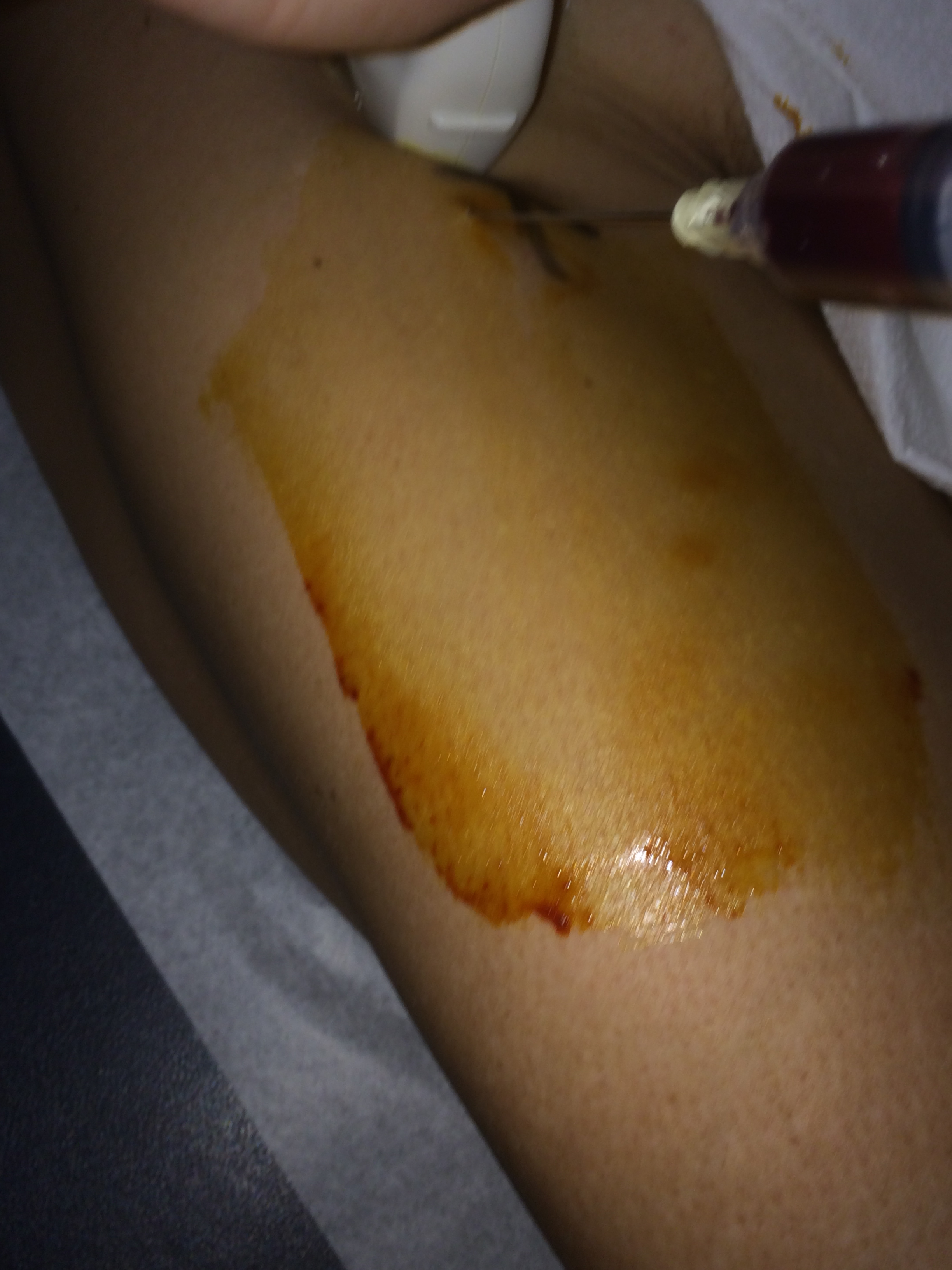
Plasma rico em plaquetas (PRP) é injetado na área da lesão por meio de orientação de ultrassom

## Sociedade e cultura
O custo de um tratamento de plasma rico em plaquetas (PRP) nos Estados unidos da américa (E.U.A.) foi estimado em US$ 1.000 em despesas diretas, já que geralmente não é coberto pelo seguro de saúde. O plasma rico em plaquetas (PRP) tem recebido atenção na mídia popular como resultado de seu uso por atletas. O uso em um ambiente de escritório não é aprovado pela FDA.
Na década de 2010, procedimentos cosméticos controversos comercializados sob o nome de "tratamentos faciais de vampiro" cresceram em popularidade, alimentados pelo endosso de celebridades. Esses "tratamentos faciais de vampiro" geralmente se concentram no tratamento com plasma rico emplaquetas (PRP) e geralmente (mas nem sempre) envolvem microagulhamento.
O plasma rico em plaquetas (PRP) também já foi injetado na vagina, em um procedimento denominado "O-shot" ou "injeção do orgasmo", com alegações de que isso vai melhorar o orgasmo. Entretanto, não há evidências que deem suporte à essas alegações.
Há preocupações de pesquisadores que estudam o plasma rico em plaquetas (PRP) de que ele pode ser usado em demasia em um ambiente clínico, incluindo por clínicas de células tronco não comprovadas com fins lucrativos, que o comercializam para dezenas de doenças, em sua maioria sem evidências.

### Dopagem
Existe alguma preocupação se os tratamentos com plasma rico em plaquetas (PRP) violam as regras antidopagem.  Em 2010, não estava claro se as injeções locais de plasma rico em plaquetas (PRP) poderiam ter um impacto sistêmico nos níveis circulantes de citocinas, afetando os testes de dopagem e se os tratamentos com plasma rico em plaquetas (PRP) têm efeitos anabólicos sistêmicos ou afetam o desempenho. Em janeiro de 2011, a agência mundial antidopagem removeu as injeções intramusculares de plasma rico em plaquetas (PRP) de suas proibições, após determinar que há uma "falta de qualquer evidência atual relativa ao uso desses métodos para fins de melhoria de desempenho".